# Caobao Lu
Caobao Lu (chiń. 漕宝路站) – stacja metra w Szanghaju, na linii 1. Zlokalizowana jest pomiędzy stacjami Shanghai Tiyuguan i Shanghai Nanzhan. Została otwarta 28 maja 1993.